# Смерч в Чехии (2021)
Смерч в Чехии (2021) (чеш. Tornádo na Břeclavsku a Hodonínsku) — стихийное бедствие, произошедшее в чешских районах Бржецлав и Годонин в Южноморавском крае, вечером 24 июня 2021 года. По информации Пожарно-спасательной службы Чешской Республики, наибольшие разрушения смерч принёс в 7 населённых пунктах: Микульчице, Моравска Нова Вес, Грушки, Лужице и другие.

## Метеорологические условия
Смерч произошёл через неделю с высокой частотой экстремальных погодных явлений в Центральной и Западной Европе. В четверг, 24 июня, метеорологические условия к северу от восточной окраины Альп были очень благоприятными для образования суперъячеек, так как имелась очень большая доступная конвективная потенциальная энергия и большой сдвиг ветра в атмосфере. Чешский гидрометеорологический институт выпустил предупреждение о возможных сильных грозах с проливным дождём.

## Хронология

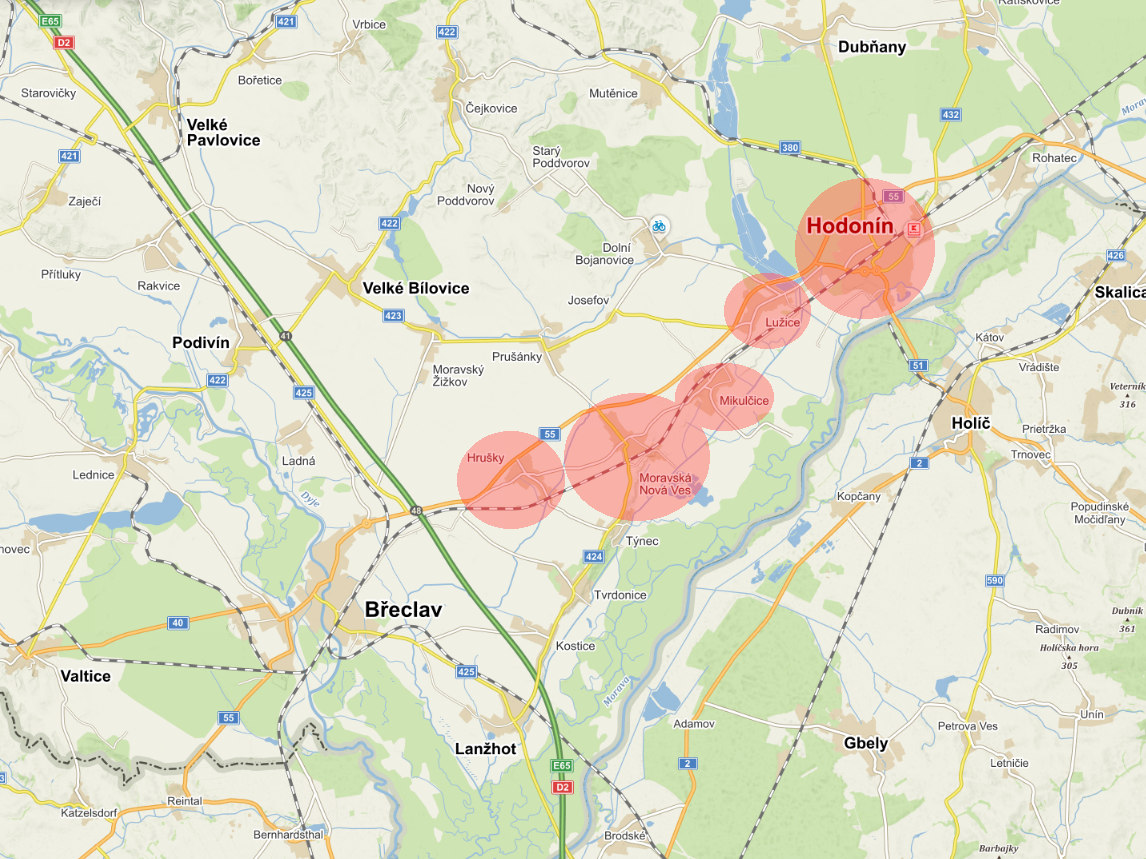
Приблизительная карта пострадавшей области

Смерч начался примерно в половину восьмого вечера 24 июня. Смерч прошёл через деревни Грушки и Моравскую Новую Вес в Бржецлавском районе и через деревни Микульчице и Лужице в Годонине. Смерч сопровождался градом, чей размер достигал до 10 сантиметров.
По словам метеоролога Михала Жака, есть вероятность, что это был смерч мощностью F4, скорость ветра достигала 332–418 километров в час. В случае, если данная информация подтвердится после проведения дополнительных исследований, то это будет самый сильный зарегистрированный торнадо на территории Чехии за последние 900 лет. Последний такой же сильный смерч наблюдался в Праге 30 июля 1119 года. Метеоролог Петр Мюнстер из Чешского гидрометеорологического института, рассказал в пятницу, 25 июня, что, согласно исследованию последствий в Грушках, это был, по крайней мере, торнадо мощностью F3, однако в то же время некоторые здания также имели признаки интенсивности F4 — F5. Машины на стоянке в Лужице разлетелись по окрестностям на сотню и более метров.

## Последствия смерча
Смерч нанёс огромный ущерб не только своей силой, но и тем, что его траектория пролегала прямо через полосу населённых пунктов. Около 1200 домов, включая общественные здания, деревья, автомобили и объекты инфраструктуры, были разрушены в деревнях, пострадавших от торнадо. По предварительным оценкам, ущерб частной и государственной собственности на 28 июня составил не менее 15 миллиардов крон, всего около 150 домов подлежали сносу.

### Деревни, непосредственно пострадавшие от торнадо
- Грушки: Половина деревни разрушено, крыша и башня местной церкви разрушены, фасад и крыша местной школы разрушены[7][19].

- Моравска Нова Вес: Было повреждено около сотни домов[20]. Также было разрушен агрокооператив, в котором погибло 30 быков и большинство виноградных лоз[21]. Также была разрушена кровля и часть башни церкви святого Якуба Старшего[22].

- Микульчице: Было повреждено около трети домов по всей деревни, перевернулся автобус[20].

- Годонин: Смерч снёс крышу спортивного зала, повредил вольеры в зоопарке и нанёс дальнейший ущерб. Был серьёзно повреждён дом престарелых и школа. Местная АЗС была повреждена, в результате произошла утечка газа[6][20].

### Другие пострадавшие деревни
- Тврдонице: деревня осталась без электричества[23].

- Тынец: Муниципалитет потерял электроснабжение и зависящее от него покрытие мобильной связи[23].

- Вальтице: Смерч повредил крышу местного замка, которая впоследствии обрушилась[6].

### Прочие повреждения
Движение на железнодорожной линии Бржецлав — Пршеров было прервано, а автомагистраль D2 из Брно в Братиславу была заблокирована в обоих направлениях из-за обрушения опор высоковольтных линий между Бржецлавом и Годонином. Вечером того же дня трасса была освобождена, однако проезд был затруднён из-за высокого скопления машин Интегрированной системы спасения (чеш. Integrovaný záchranný systém - IZS), которые начали приезжать со всей республики. Также произошло около 4 аварий с участием автобусов. Более 32 тысяч потребителей электроэнергии в Южной Моравии, 15 тысяч в Злинском крае и 2 тысяч в Высочине, остались без электричества.

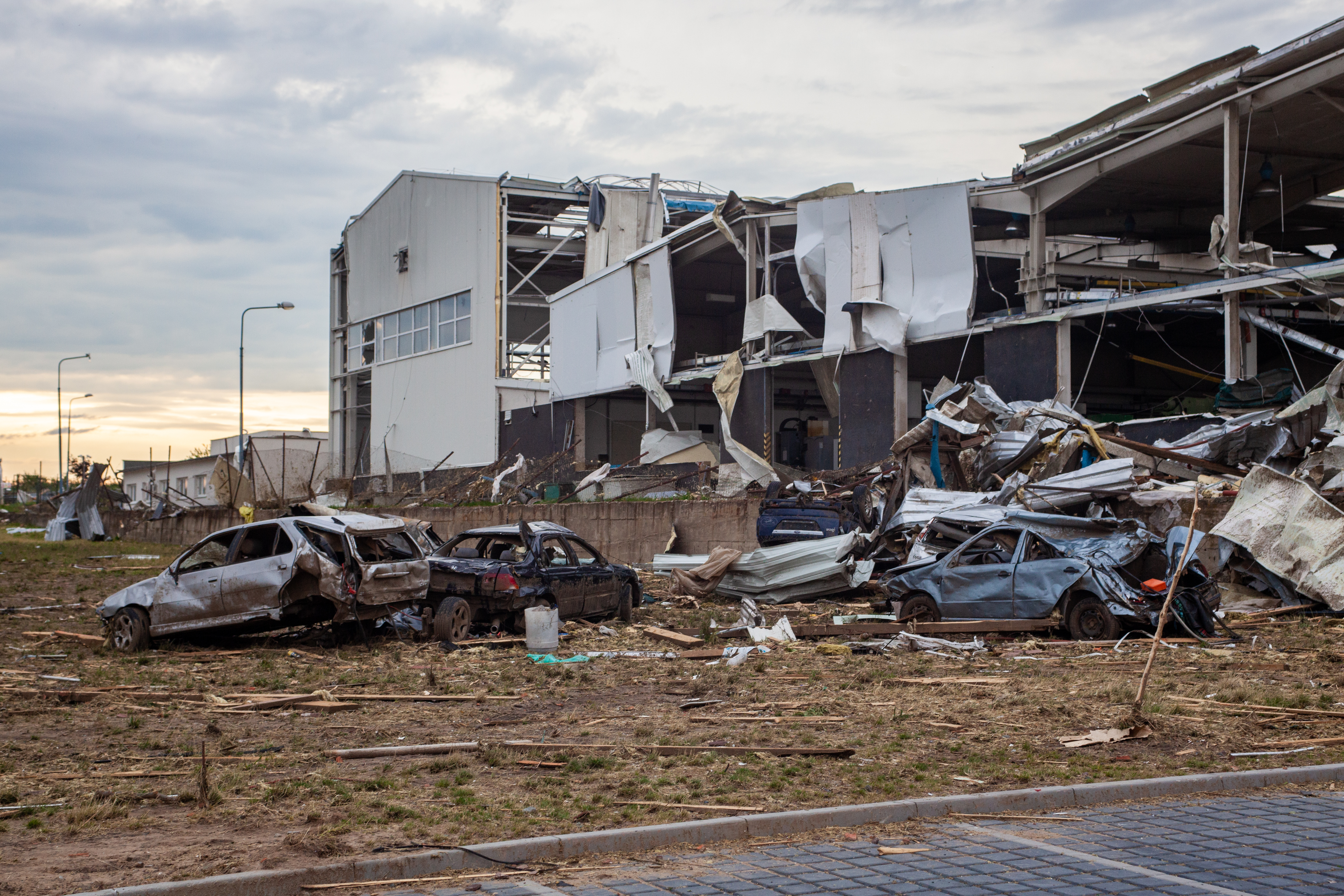
Последствия смерча, муниципалитет Лужице.

Спасатели сообщили о 150 раненых вечером около 22 часов, цифра в 200 раненных появилась уже ближе к полуночи. К концу дня больница Бржецлава сообщила о поступлении около 50 раненых, заявив, что это не окончательная цифра. К концу дня больница Годонина вылечила более 200 травм, включая ушибы, открытые переломы и травмы головы, и подтвердила один случай смерти среди пациентов. Утром 25 июня появилась цифра в 300 раненных и 5 погибших.

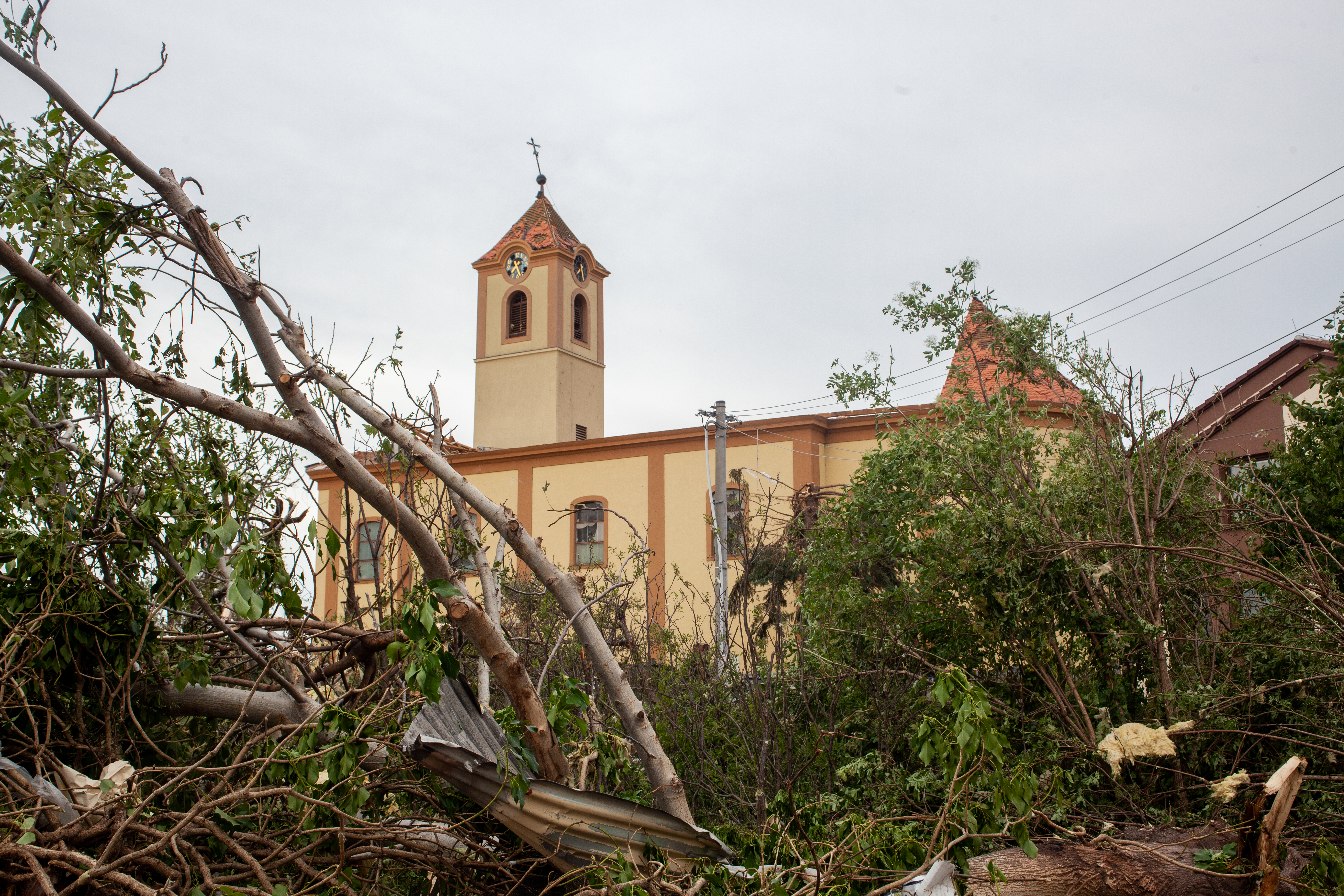
Последствия смерча, Моравска Нова Вес.

## Реакция

### Спасательные работы
Спасатели в районе Бржецлава объявили чрезвычайную ситуацию третьей степени. Южноморавские пожарные зарегистрировали 330 выездов на место событий примерно с 19:00 до 21:00, их представитель назвал ситуацию крайне критической. Ночью гейтман Южноморавского края объявил о чрезвычайном положении в районе Бржецлава и Годонина.
Министр внутренних дел Ян Гамачек направил все подразделения интегрированной системы спасения на поиск людей под завалами. Армия Чешской Республики привела в готовность 7 механизированную бригаду и инженерные части. Полиция Чехии в течение вечера послала 360 своих сотрудников и 6 дронов с режимом тепловизора.
Мэр Праги Зденек Гржиб приказал послать автомобили пражских спасателей в место трагедии. На помощь, также были посланы машины скорой помощи из Злинского, Высочины, Пардубицкого и Оломоуцкого края. Гетман Карловарского края Петр Кулганек послал несколько единиц пожарных расчётов.

### Государственная помощь
Премьер-министр Андрей Бабиш находился в Брюсселе, и не смог вернуться в Чехию из-за погоды. Он послал в Южноморавский край вместо себя вице-премьера Алену Шиллерову для оказания помощи местным властям. Вечером того же дня президент Милош Земан выразил свои соболезнования пострадавшим, поблагодарив интегрированную систему спасения, старост, гейтмана и правительство. Министр труда и социальных дел Яна Малачова объявила о выплате чрезвычайной немедленной помощи в размере до 58 000 крон на человека.

### Благотворительность
Мобильный оператор O2 заявил, что предоставит все свои услуги для пострадавших до конца лета бесплатно. Мобильный оператор T-Mobile отправил пожертвование в размере 5 миллионов крон на помощь пострадавшим. Чешский фонд «Via» и Фонд Брненской епархии, Фонд Евангелической церкви чешских братьев, ADRA и Чешский Красный Крест начали сбор денег на помощь пострадавшим, и собрали к утру 25 июня более 30 миллионов крон. Гетман Карловарского края Петр Кульшанек также пообещал организовать сбор в поддержку пострадавших муниципалитетов. Основатель компании KKCG Карел Комарек, пообещал своему родному региону поддержку в виде 150 миллионов крон, из них 50 миллионов пойдут от принадлежащей ему букмекерской конторы Sazka.
Фонд «Via» к 9 часам утра 26 июня, собрал через портал Darujme.cz больше 125 миллионов крон от 108 тысяч жертвователей. В то же время на веб-портале Donio.cz было собрано более 1,5 миллиона крон на помощь зоопарку в Годонине. «Благотворительность Брно» на своих счетах зарегистрировала 50 миллионов крон пострадавшим в смерче, из них 6 миллионов пришло при помощи СМС и ещё 4 миллиона при помощи платформы Darujeme. Некоторые люди использовали солидарность людей для мошенничества, когда копировали графику Епархиальной благотворительной организации Брно и публиковали вместе с ним поддельный платёжный QR-код.

### Иностранная помощь
- Австрия — Австрия предоставила 20 машин скорой помощи и два спасательных вертолёта[43][44]. Президент Австрии Александр Ван дер Беллен выразил соболезнования пострадавшим[45][43].
- Словакия — Президент Зузана Чапутова выразила соболезнования всем пострадавшим и пожелала много сил, чтобы справиться с последствиями катастрофы[46]. Премьер-министр Эдуард Хегер заявил, что Словакия готова оказать Чехии помощь, и выслал 11 машин скорой помощи и пожарных в Чехию. Он заявил также, что словацкие больницы готовы принять пациентов из Чехии[47].
- Польша — пресс-секретарь правительства Петр Мюллер на своей странице в Twitter заявил о том, что в Чехию будут направлены подразделения Государственной пожарной охраны[48][49]. Польская энергетическая группа выделила 200 000 злотых на помощь пострадавшим от смерча[50][51][52].
- Хорватия — Премьер-министр Андрей Пленкович предложил помощь в ликвидации последствий смерча и заявил: «В эти непростые времена Чехия может рассчитывать на нашу поддержку и солидарность»[53].
- Ватикан — Папа Римский Франциск, 27 июня, в своей еженедельной воскресной молитве Ангел Господень на Площади Святого Петра, упомянул жертв смерча и помолился за них[54]. После торжественной мессы во время паломничества в Велеград 5 июля, апостольский нунций Чарльз Бэльво заявил, что Святой Отец молится за всех погибших и пострадавших от торнадо[55].
- Китайская Республика — Правительство Тайваня пожертвовало 6,5 миллионов чешских крон Южноморавскому краю[56].

## Смерчи в Чехии
Сильные смерчи в Чехии очень редки. За всю известную до того момента историю в Чехии было зарегистрировано всего 10 сильных смерчей. В XXI веке, последний подобный смерч произошёл 9 июня 2004 года в городе Литовел в Оломоуцком крае, никто не пострадал. Самым старым официально зарегистрированным случаем стал смерч в Праге 30 июля 1119 года, который был записан в Чешской хронике.
В день смерча в Южноморавском крае, смерч с интенсивностью F1 - F2 произошёл и в Устецком крае в населённых пунктах Стебно и Блатно. Было повреждено несколько домов и сарай. Ущерб составил около 100 миллионов крон.

## Галерея

Ситуация в пострадавших областях 25 июня
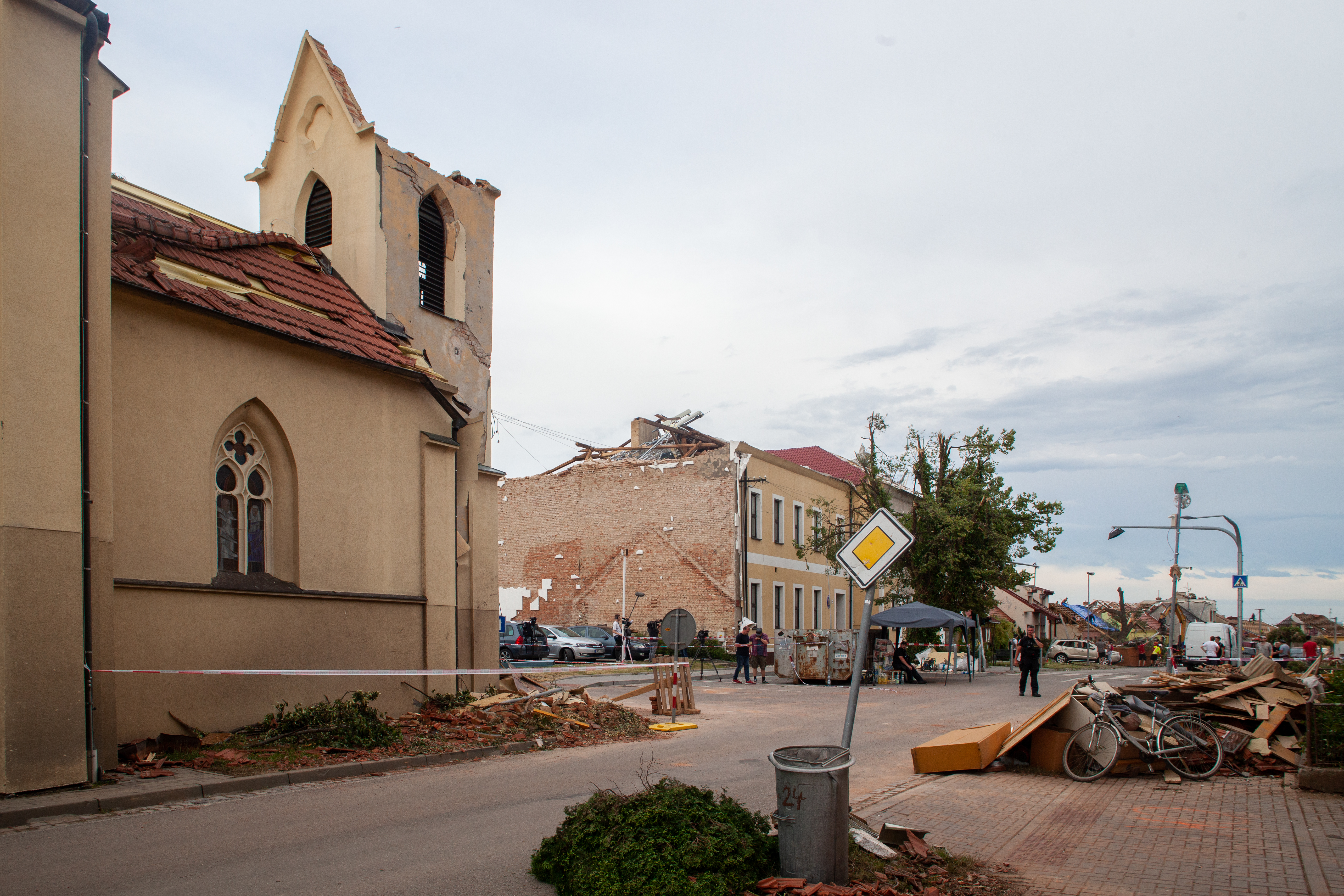
Грушки: церковь святого Варфоломея и начальная школа.
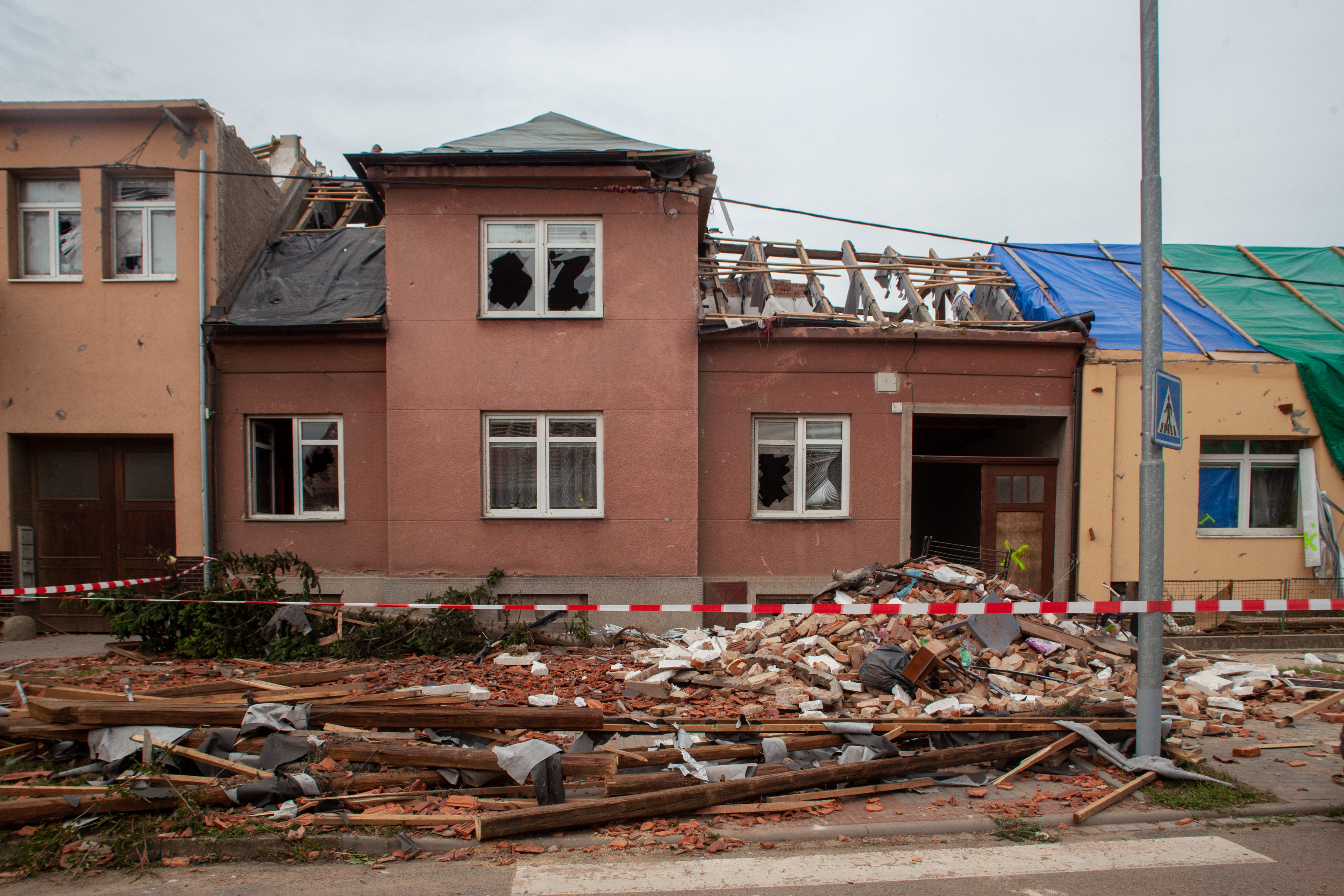
Моравска Нова Вес: дом под снос.
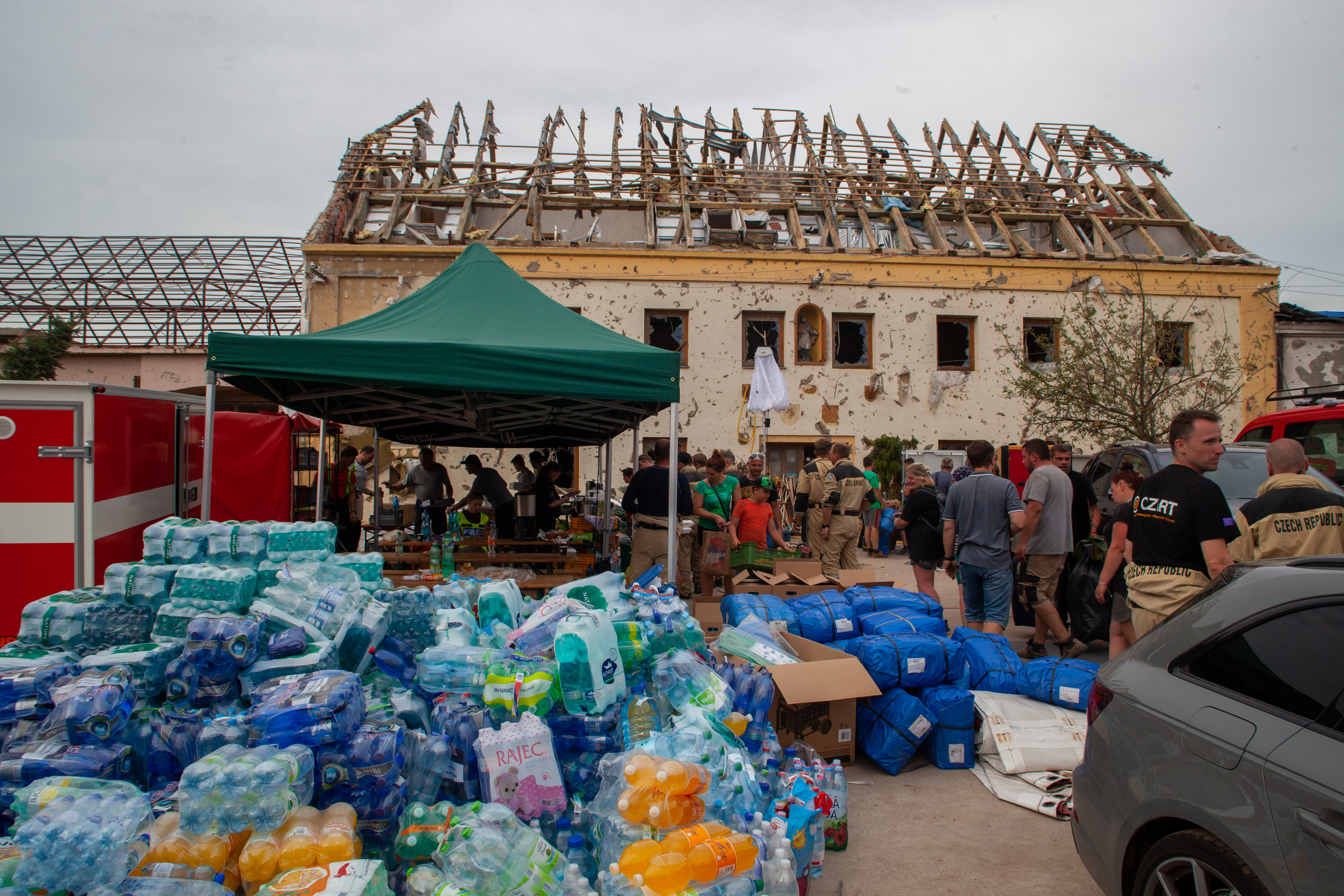
Моравска Нова Вес: распределение основных товаров потребления в муниципалитете.
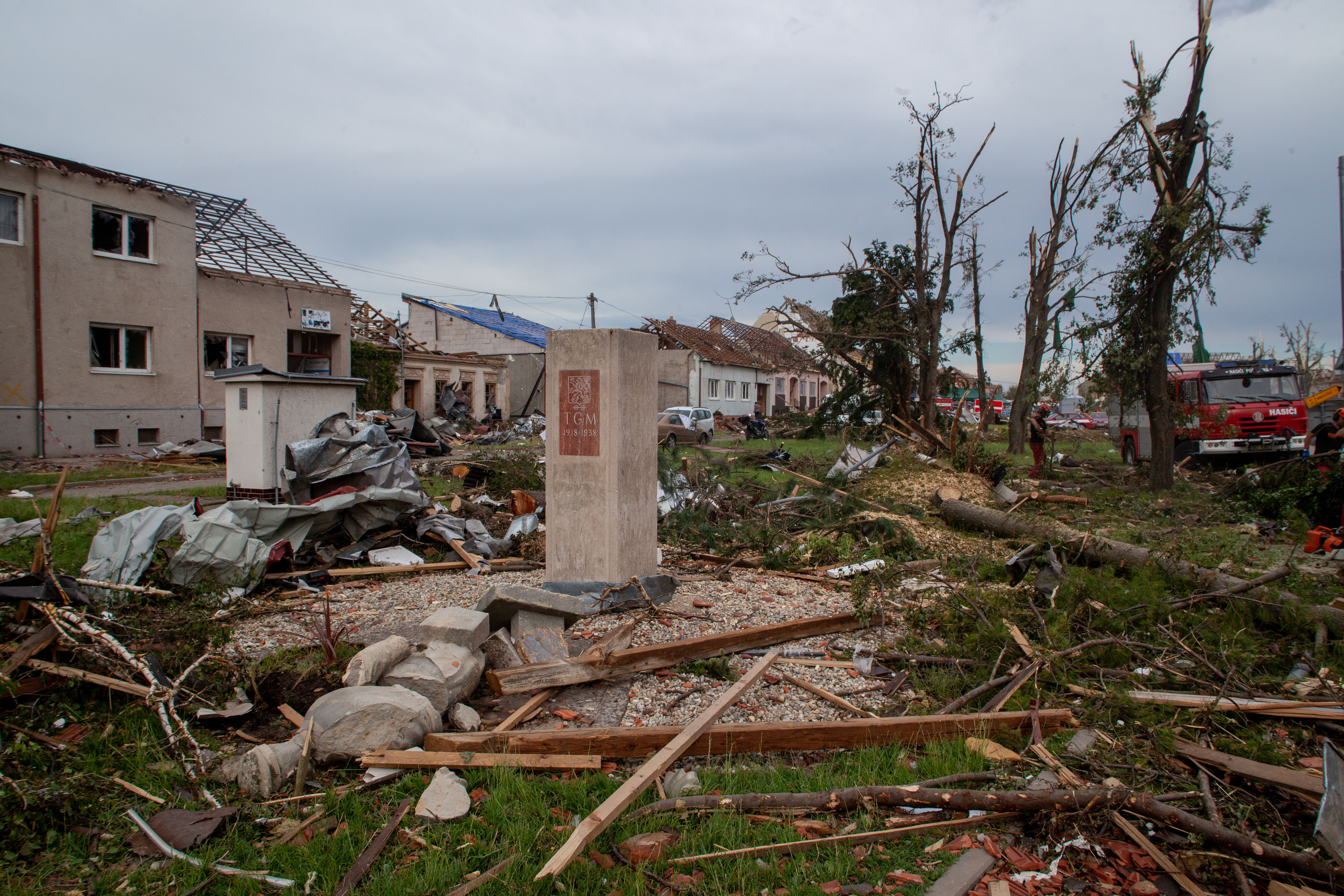
Моравска Нова Вес: памятник Томашу Гарригу Масарику на площади Республики.
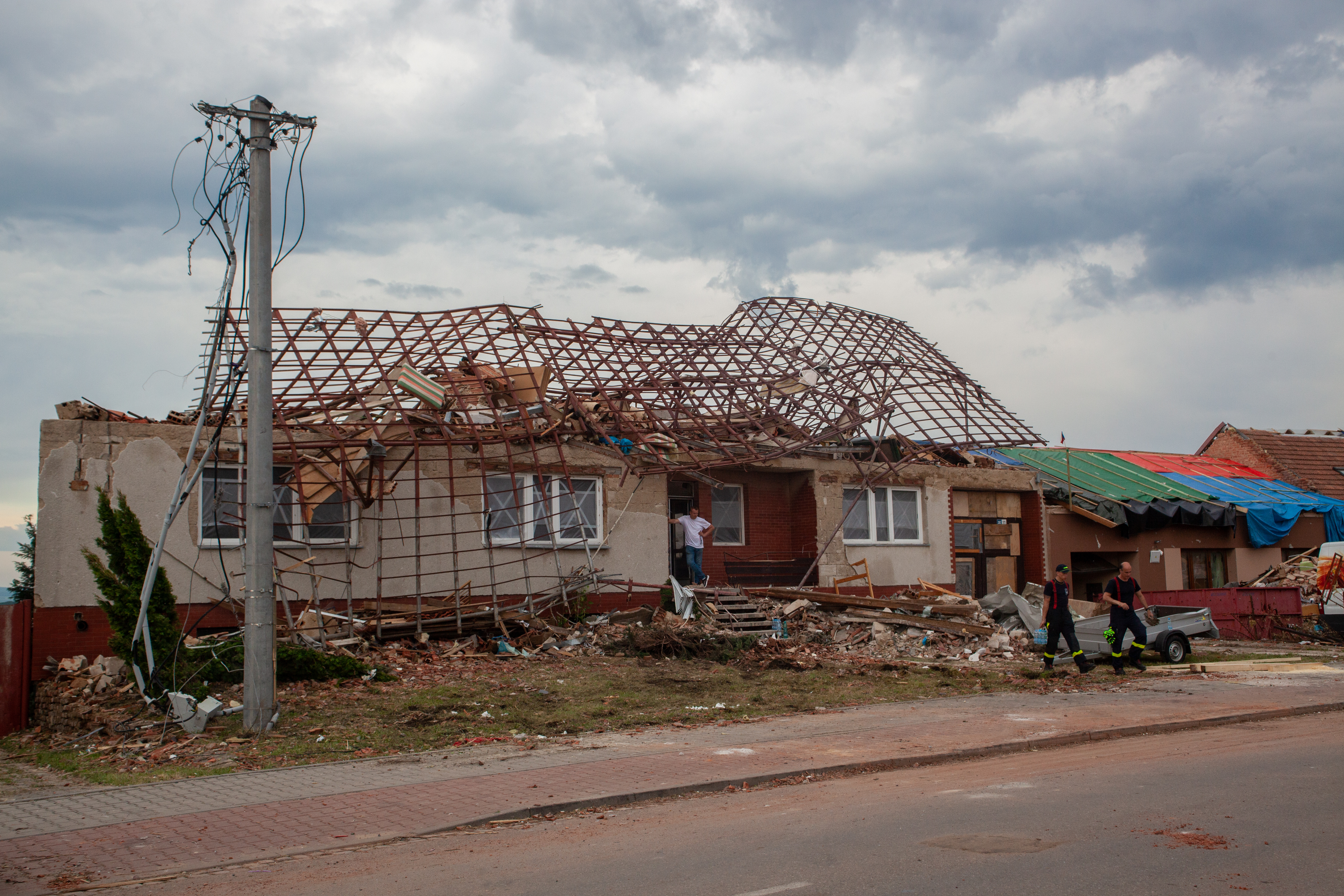
Лужице: повреждённые дома.
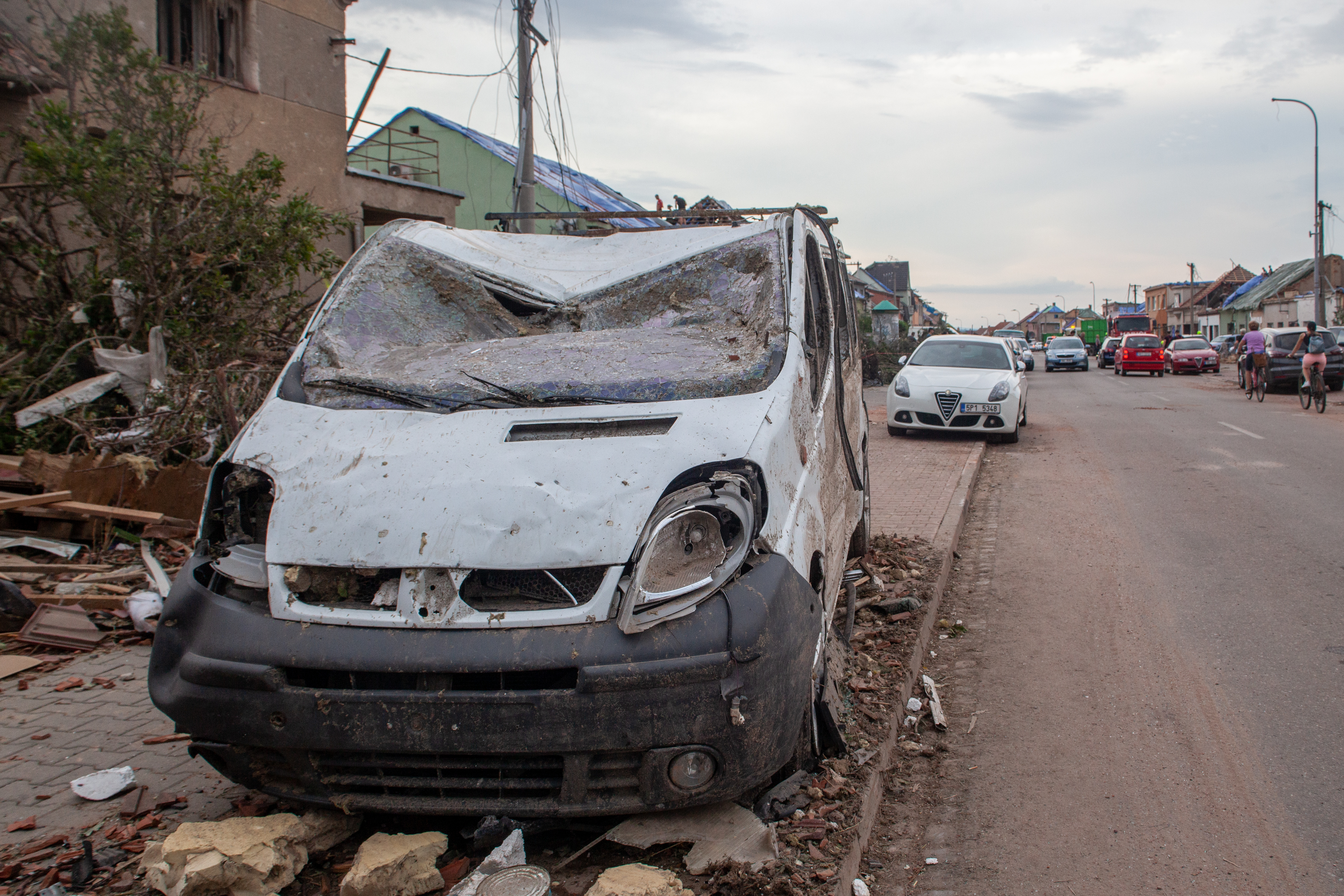
Лужице: повреждённый автомобиль.
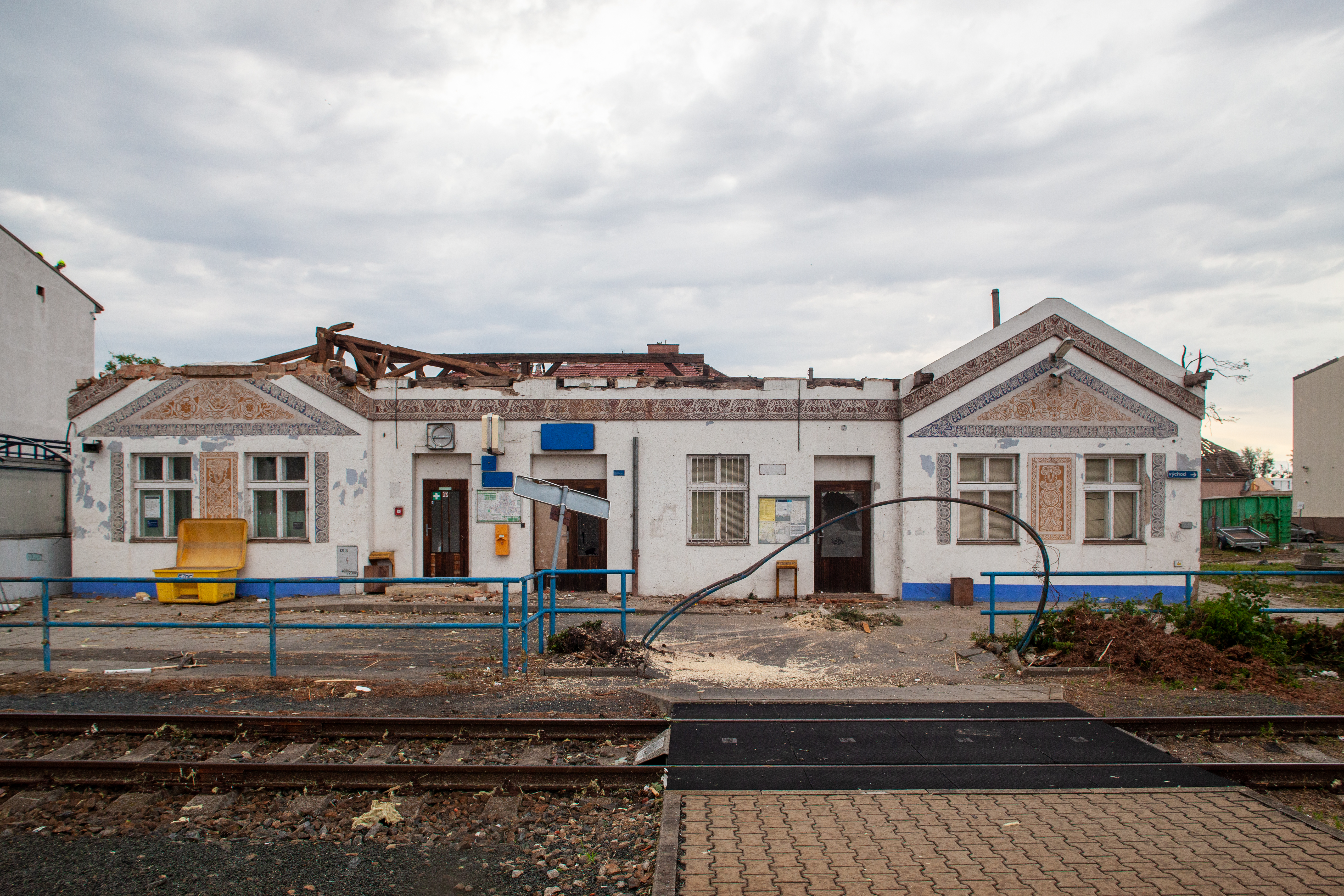
Лужице: здание железнодорожного вокзала.
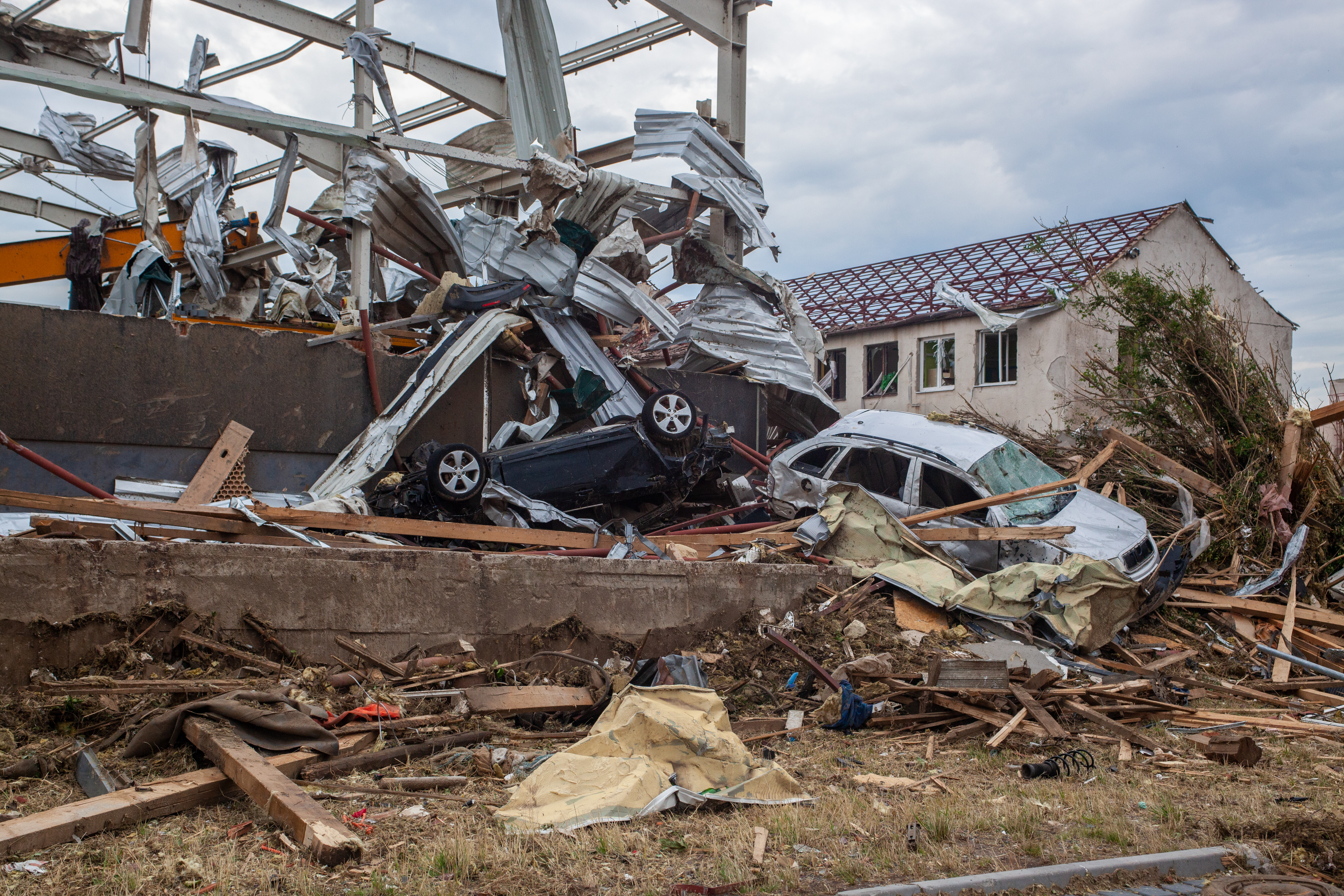
Лужице: повреждения промышленной зоны у вокзала.
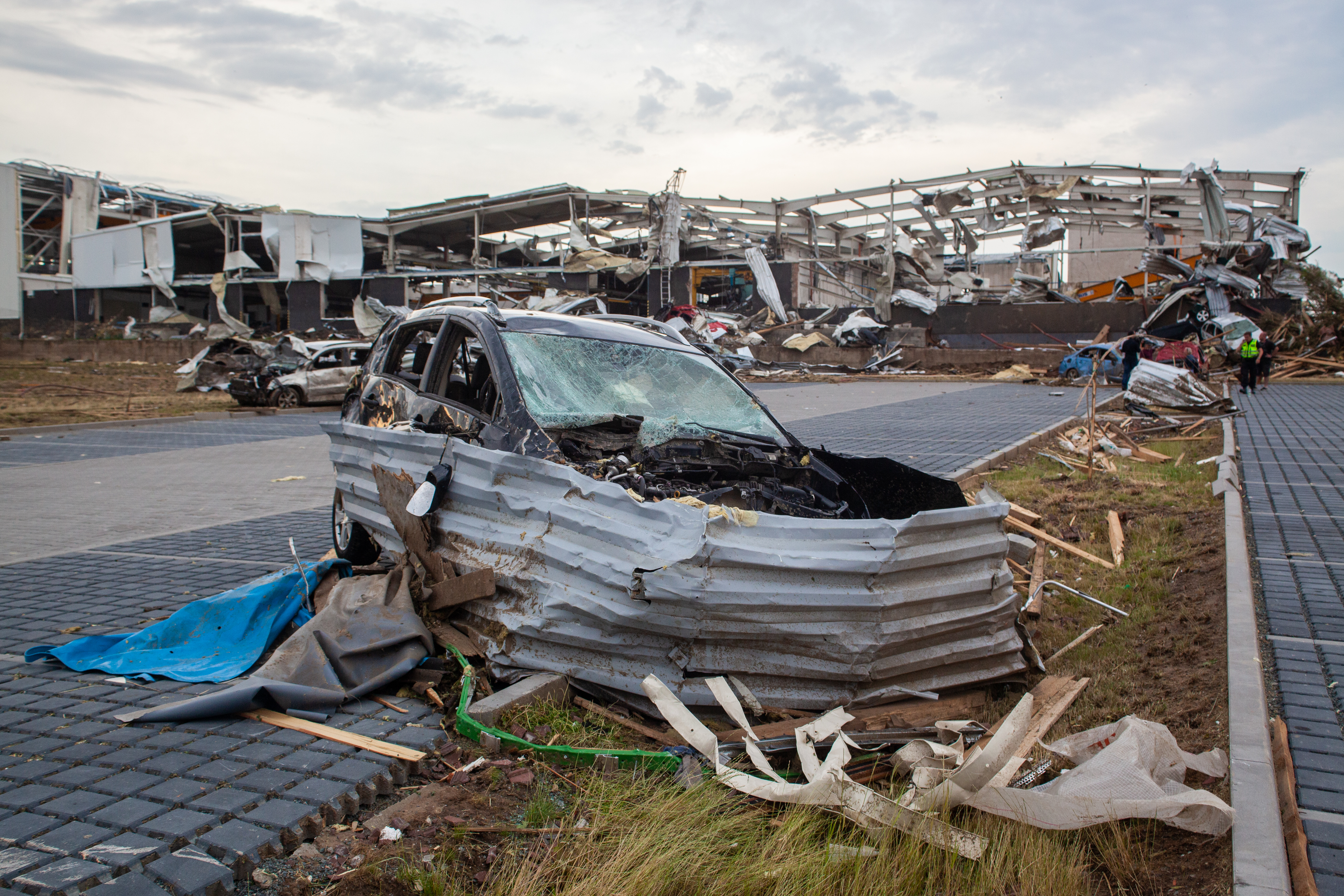
Лужице: повреждения промышленной зоны у вокзала.
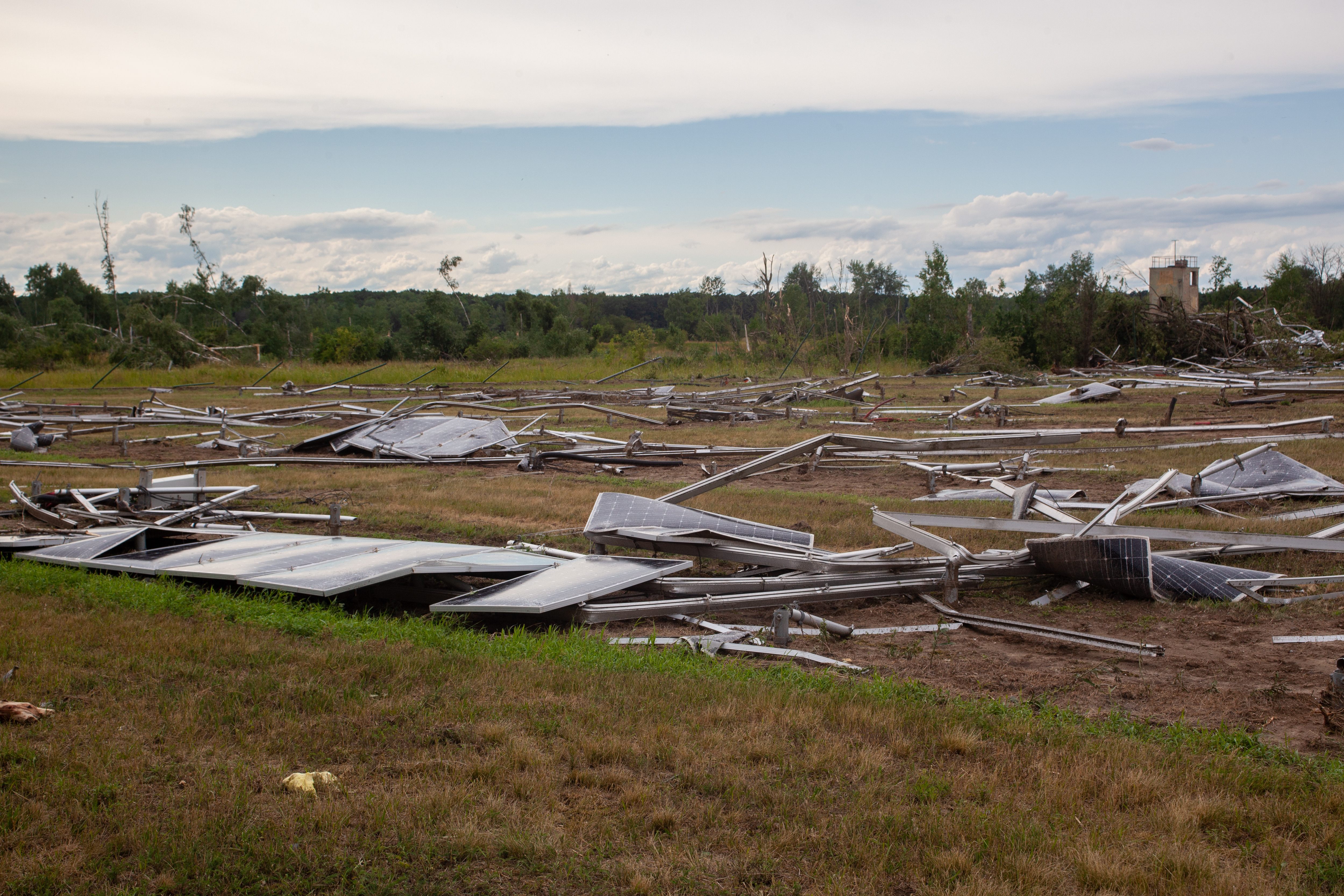
Панов-Годонин: разрушения фотоэлектрической электростанции на северной окраине города.